# Relations entre l'Égypte et l'Inde
Les relations entre l'Égypte et l'Inde sont les relations bilatérales de la république arabe d'Égypte et de la république de l'Inde. Les relations modernes entre l'Égypte et l'Inde remontent aux contacts entre Saad Zaghloul et le Mahatma Gandhi sur les objectifs communs de leurs mouvements d'indépendance respectifs,. En 1955, l'Égypte sous Gamal Abdel Nasser et l'Inde sous Jawaharlal Nehru sont devenues les fondatrices du Mouvement des non-alignés. Pendant la guerre de 1956, Nehru a soutenu l'Égypte au point de menacer de retirer son pays du Commonwealth britannique. En 1967, après la guerre des Six Jours, l'Inde a soutenu l'Egypte et les Arabes. En 1977, New Delhi a qualifié la visite du président Anouar el-Sadate à Jérusalem de courageuse et a considéré le traité de paix entre l'Égypte et Israël comme une étape primordiale sur la voie d'un règlement juste du problème du Moyen-Orient. Les principales exportations égyptiennes vers l'Inde sont le coton brut, les engrais bruts et manufacturés, le pétrole et les produits pétroliers, les produits chimiques organiques et non organiques, le cuir et les produits du fer. Les principales importations en Égypte en provenance de l'Inde sont le fil de coton, le sésame, le café, les herbes, le tabac et les lentilles. Le ministère égyptien du pétrole négocie également avec une autre société indienne la création d'une usine d'engrais fonctionnant au gaz naturel. En 2004, la Gas Authority of India Limited a acheté 15 % de la société de distribution et de commercialisation de gaz naturel égyptien.
Le président égyptien Hosni Moubarak s'est rendu en Inde en 2008. Au cours de cette visite, il a rencontré le Premier ministre Manmohan Singh.
Le président égyptien Mohamed Morsi s'est rendu en Inde du 18 au 21 mars 2013 à la tête d'une délégation de haut niveau composée de ministres et de chefs d'entreprises, à un moment où les échanges commerciaux entre les deux parties ont connu un bond record de 30 %.